# Сильный и слабый атеизм
|                                                                             | справа | Явные сильные атеисты считают, что утверждение «по крайней мере один бог существует» является ложным.                                                          |
|                                                                             | справа | Явные слабые атеисты не утверждают и в то же время не отрицают, что какой-либо бог существует.                                                                 |
|                                                                             | слева  | Неявные слабые атеисты включают агностиков (и детей), которые не верят, что бог или боги существуют, и которые абсолютно не отклоняют или избегают такой веры. |
| Примечание: Области диаграммы не отображают относительное количество людей. |        | |

Сильный (также называемый позитивным или жёстким) и слабый (также называемый негативным или мягким) атеизм — формы атеизма, утверждающие, что не существует каких-либо божеств в случае сильного атеизма или представляет собой неверие в существование каких-либо божеств, при этом явно не утверждая, что их нет, в случае слабого атеизма.
Понятия сильного и слабого атеизма впервые были использованы (в значении позитивный и негативный) Энтони Флю в 1972 году, кроме того, появились в работах Майкла Мартина, начиная с 1990 года.

## Область применения
Из-за гибкости самого понятия «бог» не исключено, что человек может быть позитивным/сильным атеистом в отношении определённых представлений о Боге, оставаясь негативным/слабым атеистом с точки зрения других. Например, Бог в классическом теизме рассматривается как Верховная личность, которая является всемогущей, всезнающей, вездесущей, всеблагой, заботящейся о людях и человеческих делах. Один может быть позитивным атеистом такого божества (если смотреть со стороны проблемы зла), но в то же время он является негативным атеистом в отношении к деистической концепции Бога, отвергая веру в такого божества, но явно не утверждая, что это будет ложью.
Майкл Мартин предлагает соотносить непосредственно само понятие «атеизма» в значении веры в то, что нет бога или богов, с понятием «позитивного атеизма» для удобства демаркации. При этом позитивный атеист всегда является негативным, но не наоборот.
Слабый и сильный атеизм отличаются от менее известных категорий явного и неявного атеизма философа Джорджа Смита, так как находятся в связи с утверждением — справедливо ли то, что боги не существуют со стороны определённого взгляда индивида. «Позитивные явные» атеисты утверждают, что существование каких-либо божеств является ложью. «Негативные явные» атеисты утверждают, что они не верят в существование каких-либо божеств, но не утверждают, что подобное является правдой. Те, кто не верят в существование каких-либо божеств, но не утверждаются в подобном неверии, относятся к числу неявных атеистов. Таким образом, в число неявных атеистов иногда включают следующие категории: дети и взрослые, которые никогда не слышали о божествах; люди, которые слышали о божествах, но никогда не придавали этому существенного значения; те агностики, которые приостановили веру в божеств, но не отказываются от таких убеждений. Все неявные атеисты включены в категорию негативных/слабых атеистов.
В соответствии с классификацией позитивный/негативный некоторые агностики будут классифицироваться как негативные атеисты. Справедливость этой категоризации оспаривается, однако, некоторые известные атеисты, такие как Ричард Докинз, избегают этого. В «Бог как иллюзия» Докинз описывает людей, для которых вероятность существования Бога описывается словами «очень высокая» и «очень низкая», как «агностик» и «убеждённый атеист» соответственно, при этом последние утверждают по факту знания, что Бога не существует. При этом себя Докинз классифицирует по этой шкале как «фактический атеист», а не как «убеждённый». В негативном атеизме философ Энтони Кенни дополнительно различает агностиков, которые находят утверждение «Бог существует» неопределённым, и теологических нонкогнитивистов, которые считают все обсуждения богов бессмысленными.

## Альтернативные значения
Жак Маритен использовал значения позитивный/негативный ещё в 1949 году, но в другом значении и в контексте католической апологетики. Под негативным атеизмом он понимал разрушительный процесс, в котором отбрасывалась идея Бога, заменяемая пустотой. Позитивный атеизм, в свою очередь, подразумевал собой борьбу против всего, что напоминает о Боге, своеобразные героические усилия, направленные на переделку и восстановление системы человеческих ценностей в этой «войне» против Бога. В качестве ярких примеров позитивного атеизма он приводит «одинокий и трагичный» атеизм Ницше, модный атеизм экзистенциализма и революционный атеизм диалектического материализма.
Гопараджу Рамачандра Рао (1902—1975), известный под прозвищем «Го́ра», был индийским общественным деятелем, атеистом и противником кастового деления. Он предложил создать философию «позитивного атеизма», которая рассматривает атеизм как образ жизни, что и было описано в его книге 1972 года «Позитивный атеизм».
Атеистическое сообщество Остина (англ. Atheist Community of Austin (ACA)) использует термин позитивного атеизма в другом значении. ACA закладывает в данное понятие положительное лицо атеизма и развеивает ложный и отрицательный образ, изображаемый религиозными людьми, особенно в местах поклонения, почитания и богослужения.
Американский публицист, ведущий телепередачи «Опыт атеиста» Мэтт Диллаханти для иллюстрации бремени доказательства и разницы между сильным и слабым атеизмом приводит пример большой банки с конфетами, в которой может содержаться либо чётное, либо нечётное их количество. Перед тем, как мы получим какую-либо информацию о количестве конфет, у нас нет никакой возможности проверить любое из этих двух утверждений, в этом случае мы откладываем вынесение суждения в пользу одного из утверждений. С точки зрения эпистемологии, когда нет личных предпочтений в сторону противоположных утверждений, то имеет смысл скептически относиться к обоим утверждениям. На этом примере видно, что когда утверждение является спорным, бремя доказательства ложится на утверждающего, поскольку, если у утверждающего нет достаточных доказательств в поддержку своего утверждения, такое утверждение может считаться аргументом к незнанию. Применительно к атеизму позиция не верить утверждению, что число конфет чётно, сходна со слабым атеизмом, а позиция принимать утверждение, что число конфет нечётно — с сильным атеизмом. Очевидно, что непринятие одного утверждения не означает автоматического принятия противоположного утверждения.